# Palazzo Miccoli-Bosurgi
Palazzo Miccoli Bosurgi è uno storico edificio posto al centro della città di Reggio Calabria. L'edificio, sede di residenze private, occupa la parte ad angolo dell'isolato delimitato dalle vie Tagliavia ed Arcovito.

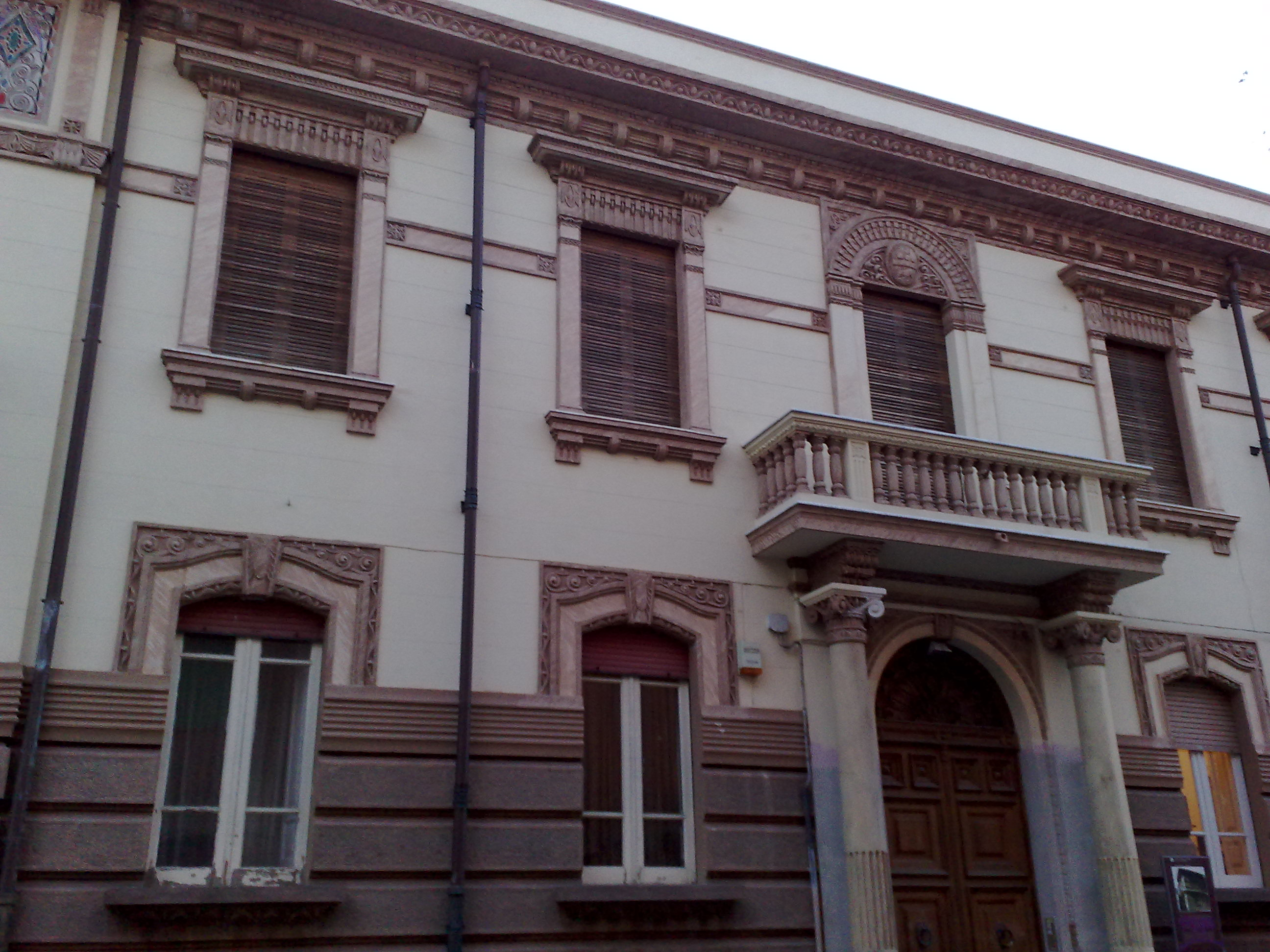
Particolare del palazzo

## Storia
Il manufatto nasce dal progetto redatto nel 1930 dagli ingegneri Giuseppe Bonifati e G. Sacerdote e ultimato negli stessi anni trenta del XX secolo.

## Descrizione architettonica
Il manufatto architettonico è formato da un piano seminterrato e due piani fuori terra con un impianto planimetrico a forma di C che racchiude un cortile interno. I prospetti esterni risultano caratterizzati da un linguaggio architettonico classico con ricchi elementi decorativi in stile liberty. Le facciate si presentano, al piano terra con un basamento in cui sono collocate le finestre del seminterrato, architravate e chiuse da inferriate, segue una fascia di pareti trattata a bugnato con una sequenza di finestre ad arco e portale di ingresso su via Tagliavia preceduto ai lati da colonne con capitelli classici che sorreggono il balcone con balaustra in stile classico del piano nobile e con lo stemma nobiliare della famiglia; inoltre, sempre al livello superiore si ripetono in asse le aperture architravate talune complete di balconi con la caratteristica soluzione ad angolo di un balcone che rigira e aperture a bifora. Lungo tutte le facciate corre una fascia riccamente decorata a motivi floreali seguita dal cornicione, dalle falde aggettanti e dalla balaustra lineare all'altezza dell'attico.